# Hiba Mohamed
Pour les articles homonymes, voir Mohammed.
Hiba Salah-Eldin Mohamed (née le 18 janvier 1968) est une biologiste moléculaire soudanaise, qui travaille à l'Université de Khartoum. Elle a remporté en 2007 le Prix Pfizer de la Royal Society.

## Formation
Mohamed étudie la zoologie à l'Université de Khartoum, obtenant son bachelor en 1993 et sa maîtrise en 1998. Elle part à l'Institute for Medical Research de l'Université de Cambridge (CIMR) pour sa thèse de doctorat en 2002. Sa thèse intitulée « The role of Host Genetics in Susceptibility to Kala-azar in The Sudan » est écrite sous la supervision de Jenefer Blackwell (en). Elle est restée au CIMR au titre de stagiaire postdoctoral.

## Recherches
Mohamed a reçu un Prix de Développement de la Recherche Wellcome Trust, et revient à l'Université de Khartoum pour être professeure au Département de biologie moléculaire. Ses recherches portent sur la compréhension de la génétique de la leishmaniose viscérale. Il a reçu en 2007 le Prix Pfizer de la Royal Society pour ses recherches sur la maladie qui est transmise par les piqûres des phlébotomes. Il n'y a pas de vaccin ni de traitement efficace, et jusqu'à 350 millions de personnes sont à risque dans le monde entier. Mohamed a participé aux célébrations de la Semaine d'Afrique de la  Royal Society en 2008. En 2010, Mohamed a été nommée membre de la Global Young Academy (en).